# Сезон охоты: Байки из леса
«Сезон охоты 4: Байки из леса» (англ. Open Season: Scared Silly) — полнометражный компьютерный анимационный фильм режиссёра Дэвида Фейесса, созданный студией Sony Pictures Animation. Является четвёртым фильмом франшизы «Сезон охоты», а его события разворачиваются между первым мультфильмом и его сиквелом.
Как и два предшественника, мультфильм на территории США был выпущен сразу на цифровых носителях; DVD поступили в продажу 8 марта 2016 года. В некоторых странах, в том числе и в России, анимационная лента «Сезон охоты 4: Байки из леса» была выпущена в прокат. Премьера в России состоялась 2 июня 2016 года.

## Сюжет
Однажды ночью Эллиот рассказывает у костра историю о Рото-Злобо-Оборотне, который, как говорят, обитает в Национальном лесу Тимберлайн. Буг приходит в ужас от этой истории и решает «сбежать» из их ежегодного похода, пока не узнает, что оборотень исчез. Решив помочь Бугу преодолеть его страхи, Эллиот, Сосисочка и другие лесные животные объединяются, чтобы напугать Буга и раскрыть тайну Рото-Злобо-Оборотня.
Бывший охотник Шо, теперь экскурсовод, возвращается в городе Тимберлайн, чтобы отомстить Бугу и Эллиоту за то, что становится свидетелем невидимого существа в лесу. Шоу умоляет шерифа Горди возобновить сезон охоты, и тот неохотно соглашается, но перед этим говорит Шо только выследить оборотня. Несмотря на это, Шо решает не только поймать его, но и выследить Буга и Эллиота. Чтобы осуществить свой план, Шо вербует своих старых друзей Эда и Эдну, владельцев путинского ресторана Poutine Palace. Тем временем убитый горем Эллиот сам ловит оборотня после того, как Буг в ярости разрывает с ним дружбу. Пока Буг идет по лесу, жена Эллиота, Жизель, догоняет его и пытается убедить его, что Эллиот пытался помочь ему преодолеть страх и что Эллиот направляется в ущелье Мертвого Медведя, но ему это не удается.
Тем временем, голодающий Сосисочка начинает верить, что он оборотень. В Ущелье Мертвого Медведя Эллиот и Сосисочка пойманы оборотнем, которым на самом деле является Шо в костюме; к счастью, Буг и его друзья спешат на помощь. В конце концов Шо побеждают и его, Эда и Эдну арестовывает Горди, который навсегда закрывает сезон охоты. Горди встречается с Бугом, признавшим работу медведя в победе над Шо, и награждает его несколькими угощениями. Затем животные обнаруживают, что оборотень настоящий, но Эллиот подружился с ним, танцуя с ним, когда он присоединяется к их лагерю. На следующее утро Бобби и Боб с радостью возвращаются в свой автофургон с Сосисочкой, и Бобби говорит Сосисочку, что сегодня его день рождения. Оборотень просит Буга еще раз надеть костюм женщины-оборотня, но Буг сердито отказывается.

## Роли озвучивали
- Донни Джеймс Лукас — Буг
- Уилл Таунсенд — Эллиот
- Мелисса Штурм — Жизель
- Тревор Дивэлл — Шо / Рото-Злобо-Оборотень
- Гарри Чок — Эд
- Кэтлин Барр — Эдна / Бобби / Дерево-Хаггер Леди
- Ли Токар — Бадди
- Шеннон Чан-Кент — Рози / Марша
- Фрэнк Уэлкер — голоса животных